# サバトン
サバトン（Sabaton）は、スウェーデン出身のパワーメタル・バンド。
数あるヘヴィメタルのジャンルにおいて「ウォーメタル」「ミリタリーメタル」とも形容される北欧のメタルグループ。『サバトン』の名は、中世に鎧の一部として着用された鉄靴にちなんで名付けられたものである。
2010年代には実績を高く評価され、母国や欧州で各賞を受賞。同国音楽界の代表クラスに躍進した。
（※本項では、バンドが主催するロックフェス「サバトン・オープン・エア」も後述する）

## 概要・略歴

### 北欧時代（1999年 - 2009年）

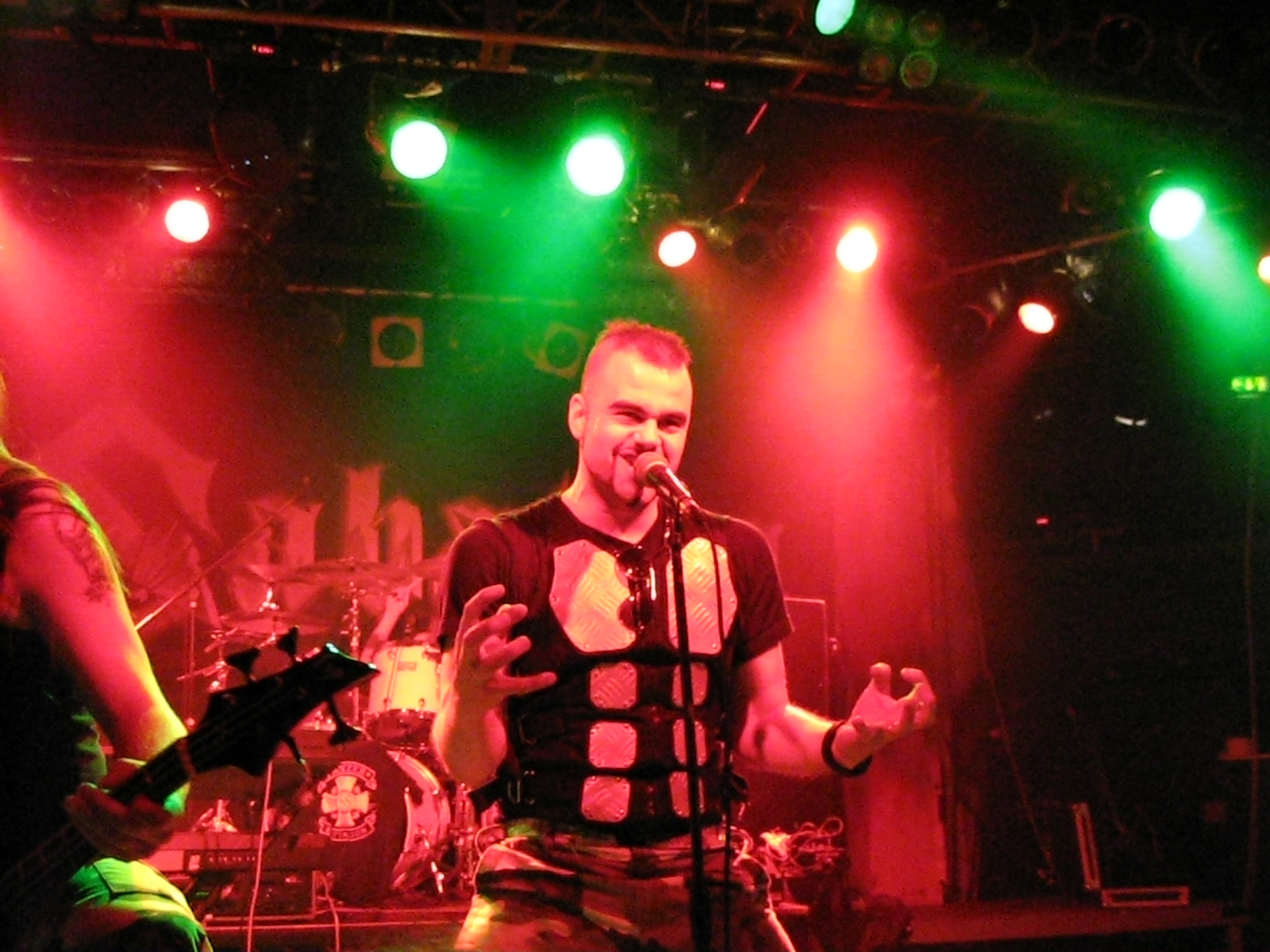
バンドのコンポーザー ヨアキム・ブロデーン（2007年）

1999年、「AEON」というバンドを前身とし、ヨアキム・ブロデーン(Vo) パル・スンドストローム(B)らを中心に母国ファールンで結成。
いくつかの録音を重ね、2001年に自主制作のデモ作品『Fist for Fight』を発表。翌2002年には、イタリアのインディペンデントレーベル「アンダーグラウンド・シンフォニー」に売り込みが成功し、同作がリイシューされた。
手応えを掴んだバンドは同年、『Fist for Fight』の素材を再レコーディングしデビューを目指したアルバム『Metalizer』を制作。しかし諸事情が重なり、リリースはお蔵入りとなった。
2004年、バンドは新しく創作を練り直し、このデモが欧州各社の興味を引く。しかしバンドはオファーを全て断り、自費でアルバム制作を進めた。
2005年、本国のインディペンデントレーベル「ブラック・ロッジ・レコード」と契約し、1stアルバム『Primo Victoria』を発表。結成から6年目で晴れてデビューを果たす。
2006年、2ndアルバム『Attero Dominatus』を発表。翌2007年には、お蔵入りだった『Metalizer』を3rdアルバムとしてリリース。これが本国のロック部門チャートで1位を獲得した。
2008年、4thアルバム『The Art of War』を発表。初めての米国公演や、母国で主催するロックフェス「サバトン・オープン・エア」を開始するなど、2000年代末まで精力的に実績を積み、後に欧州の大手レーベル「ニュークリア・ブラスト」と契約する。

### ワールドワイド進出後（2010年 - 現在）
2010年、5thアルバム『Coat of Arms』からワールドワイドな配給が開始され、同アルバムが本国のチャートで2位、北欧各国でも上位に食い込む。船上でのライブ「サバトン・クルーズ」を新たに企画し、主催する「サバトン・オープン・エア」も大きく発展していくなど、ライブ・パフォーマンスも高い評価を受ける。
2012年、設立メンバーのオスカル・モンテリウスとリカード・サンデンの両ギタリスト、ダニエル・ムルバックやダニエル・ ミュールら大量の離脱者が相次いだ。脱退したメンバーは新たなバンド「シヴィル・ウォー (Civil War)」の結成に向かう。

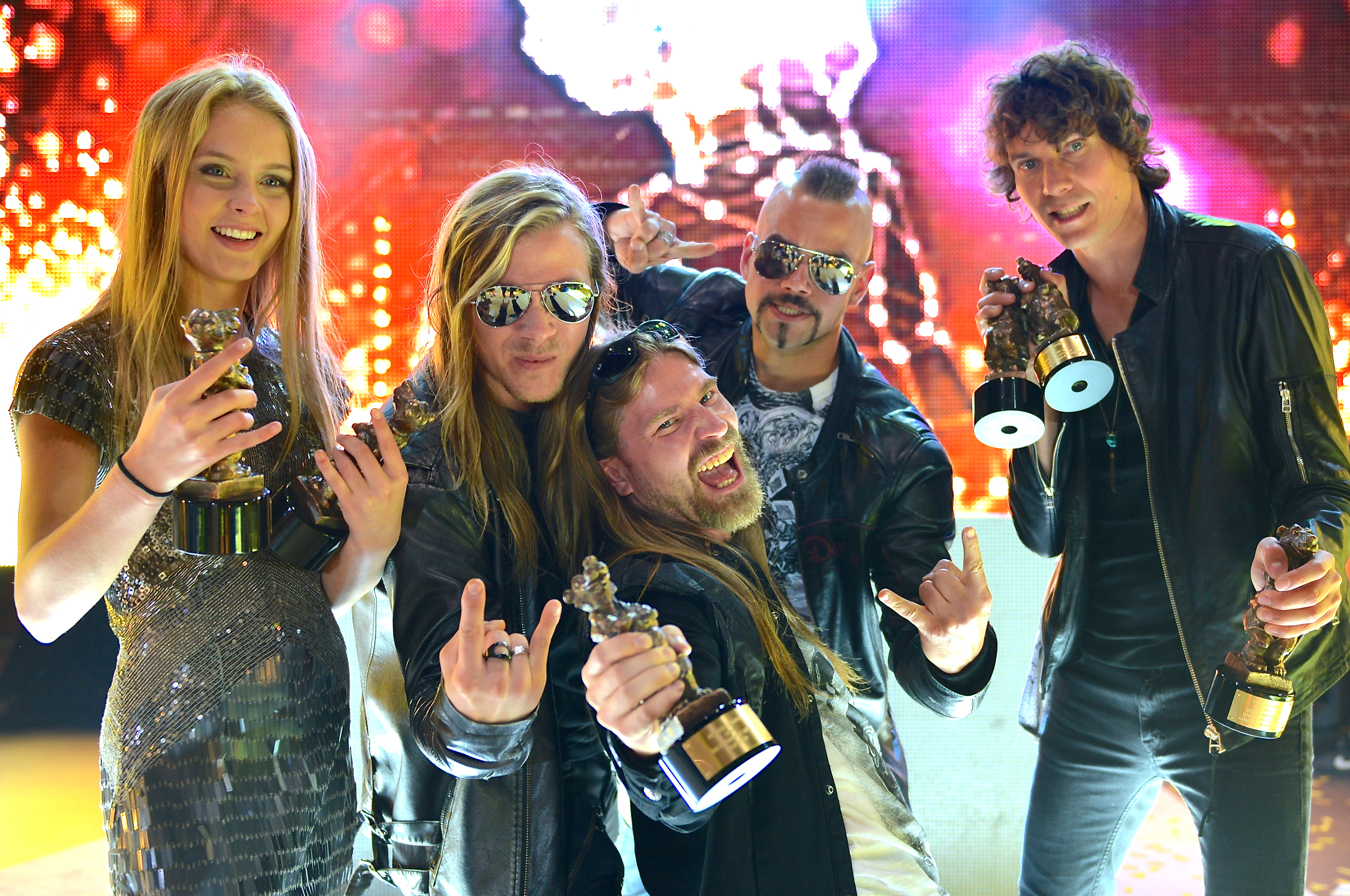
サラ・ラーションらと母国の授賞式にて (2013年8月)

脱退メンバーの置き土産になったコンセプト作の6thアルバム『Carolus Rex』が、前作から大きくセールスを伸ばし本国でプラチナムに輝く。翌2013年までにかけて欧州で各賞を受賞。特に母国では、グループ・ライブパフォーマンス・アルバムの3部門で最優秀賞を獲得した。
2014年、7thアルバム『Heroes』が本国の総合チャートで1位を獲得。
2015年、欧州の大型HR/HMフェス「ヴァッケン・オープン・エア」にて初のコ・ヘッドライナーを務め、日本のHR/HMフェス『LOUD PARK 15』出演にて初来日を果たした。
2016年、8thアルバム『The Last Stand』を発表。2作連続で本国チャート1位を獲得。
2017年、秋の「LOUD PARK 17」参加のため来日。
2018年4月にも来日し、初の単独ツアーを開催。さらに同年10月にも来日し、日本のメタルダンス・ユニット BABYMETALのツアー「BABYMETAL WORLD TOUR 2018 in JAPAN」にスペシャルゲストとして計3公演に参加した。
2019年、第一次世界大戦をテーマとした9thアルバム『The Great War』を発表。本国およびドイツ圏でチャート1位を獲得。さらに2022年、同テーマ第2弾の10thアルバム『The War to End All Wars』をリリース。北欧圏やドイツ圏・東欧圏でチャート1位記録し、米国ビルボードチャートでも100位以内にランクインした。
2024年1月～2月、トミー・ヨハンソンの脱退とトッベ・エングルンドの再加入を発表。

## スタイル

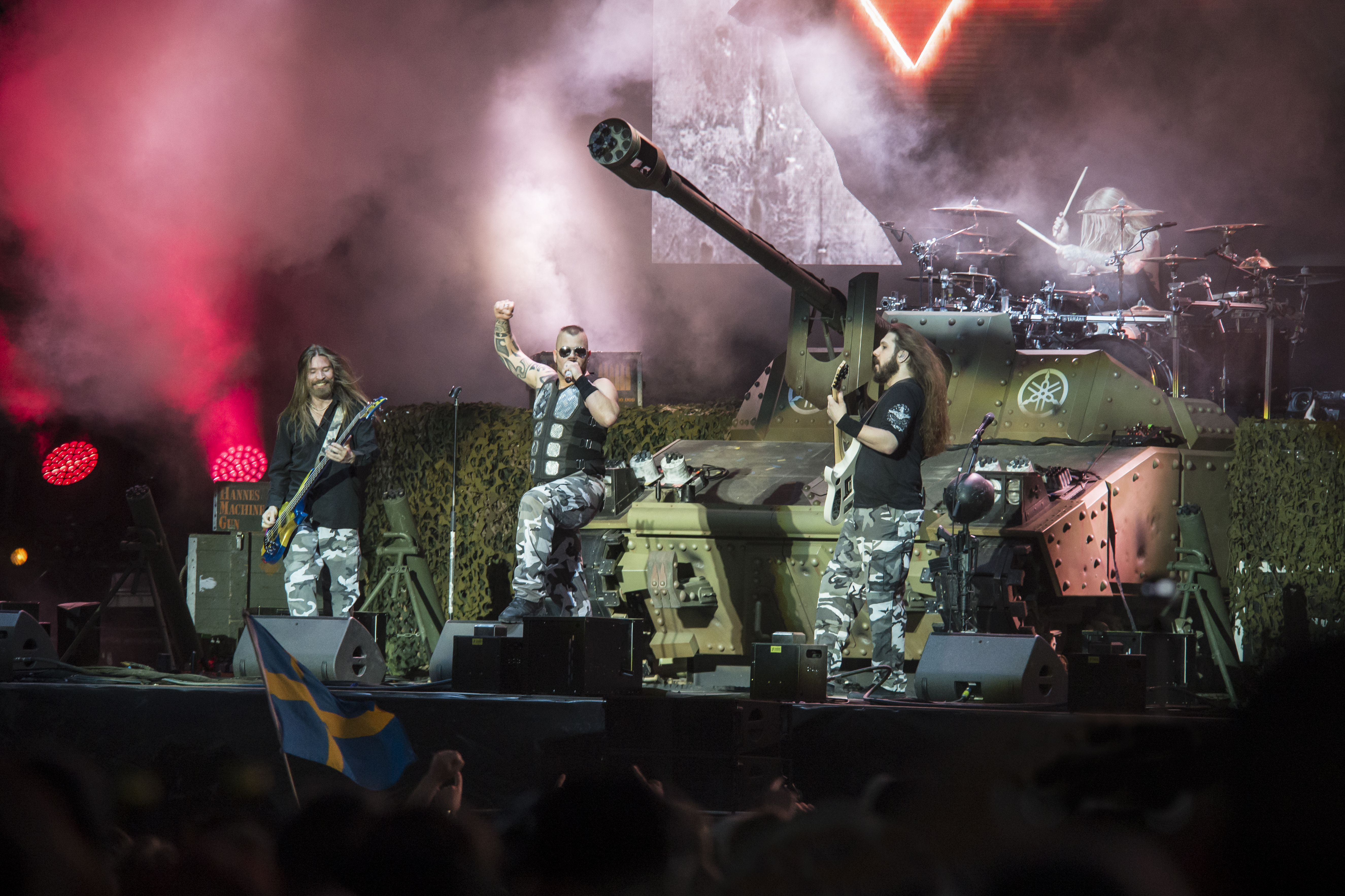
戦車の舞台セット（2017年6月フランス公演）

古今東西の戦史、兵士らのヒロイックな面を取り上げ、特に近代戦争をテーマに掲げている。それは戦車・重火器を組んだセットや、ミリタリーなキャラクター作りの設定にも拘りを魅せ、ライブ・パフォーマンスを評価される原動力ともなっている。
東洋の会戦については、4thアルバム『The Art of War』が中国『孫子の兵法』からインスパイアされた作品であったり、日本の合戦では、西南戦争/城山の戦いをテーマした楽曲「SHIROYAMA」も制作された。
音楽性は、ヨアキム・ブロデーンの野太く男臭いボーカルを活かした、叙事的でダイナミック且つ勇壮に溢れるエピック/パワーメタル・サウンドを主体とする。
これらを踏まえ業界からは "ウォーメタル (War Metal)" もしくは "ミリタリーメタル (Military Metal)" とも形容された。

## メンバー
※2024年3月時点 

### 現ラインナップ
- ヨアキム・ブロデーン(ブローデン) (Joakim Brodén) - ボーカル/ギター/キーボード (1999– )

バンドの基軸であり、メインコンポーザー。着用している防弾チョッキがトレードマークとなっている。尚ここでの日本語表記は、Brodénにアキュート・アクセントがある「é」の綴りからブロデーンを採用する。
- クリス・ローランド (Chris Rörland) - ギター (2012– )
- トッベ・エングルンド (Thobbe Englund) - ギター (2012–2016, 2024– )
- パル・スンドストローム (Pär Sundström) - ベース (1999– )

ブロデーンと共に創設者の一人。バンドのマネージャーを兼任している。
- ハネス・ヴァン・ダール (Hannes van Dahl) - ドラムス (2013– )

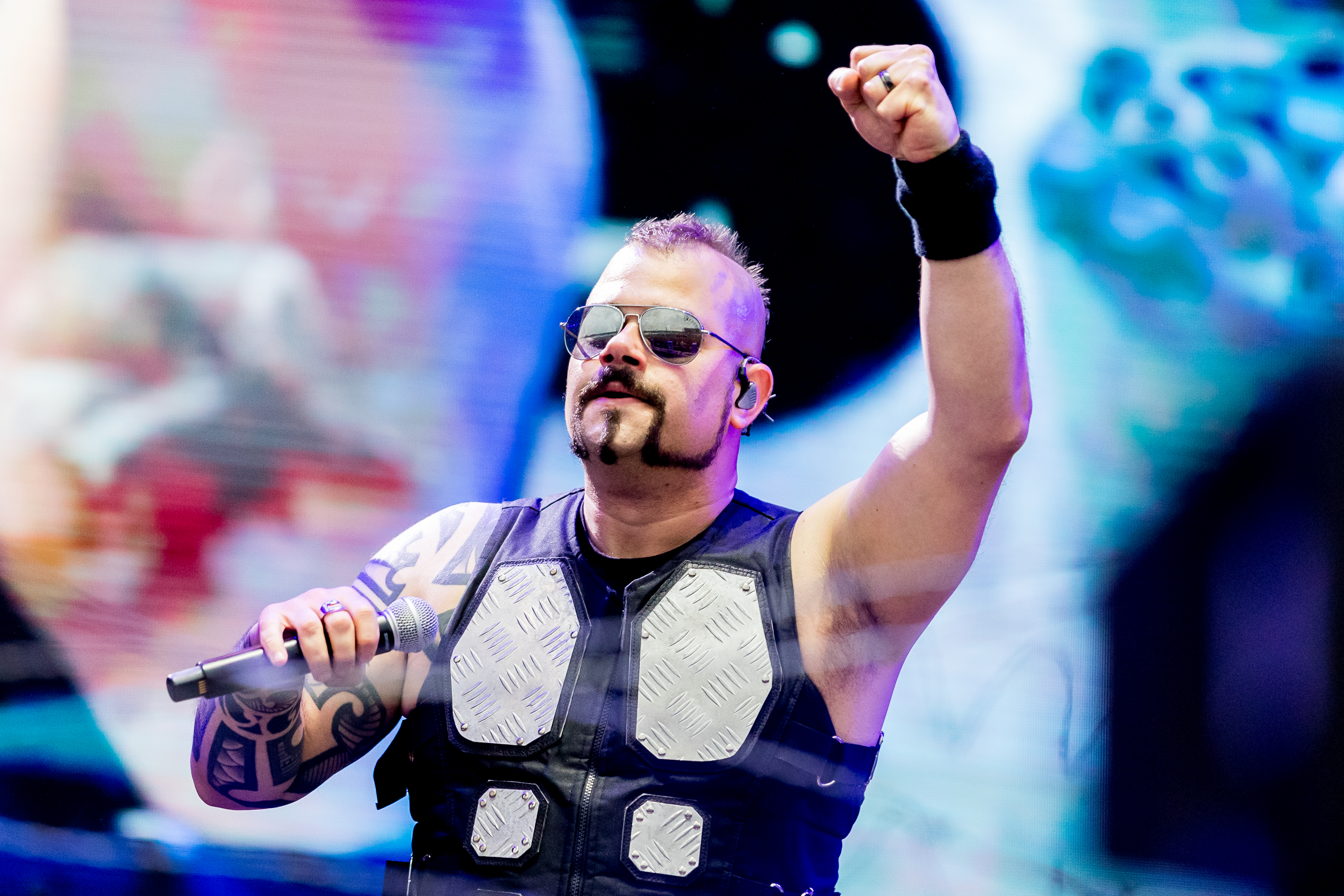
ヨアキム・ブロデーン(Vo) 2022年
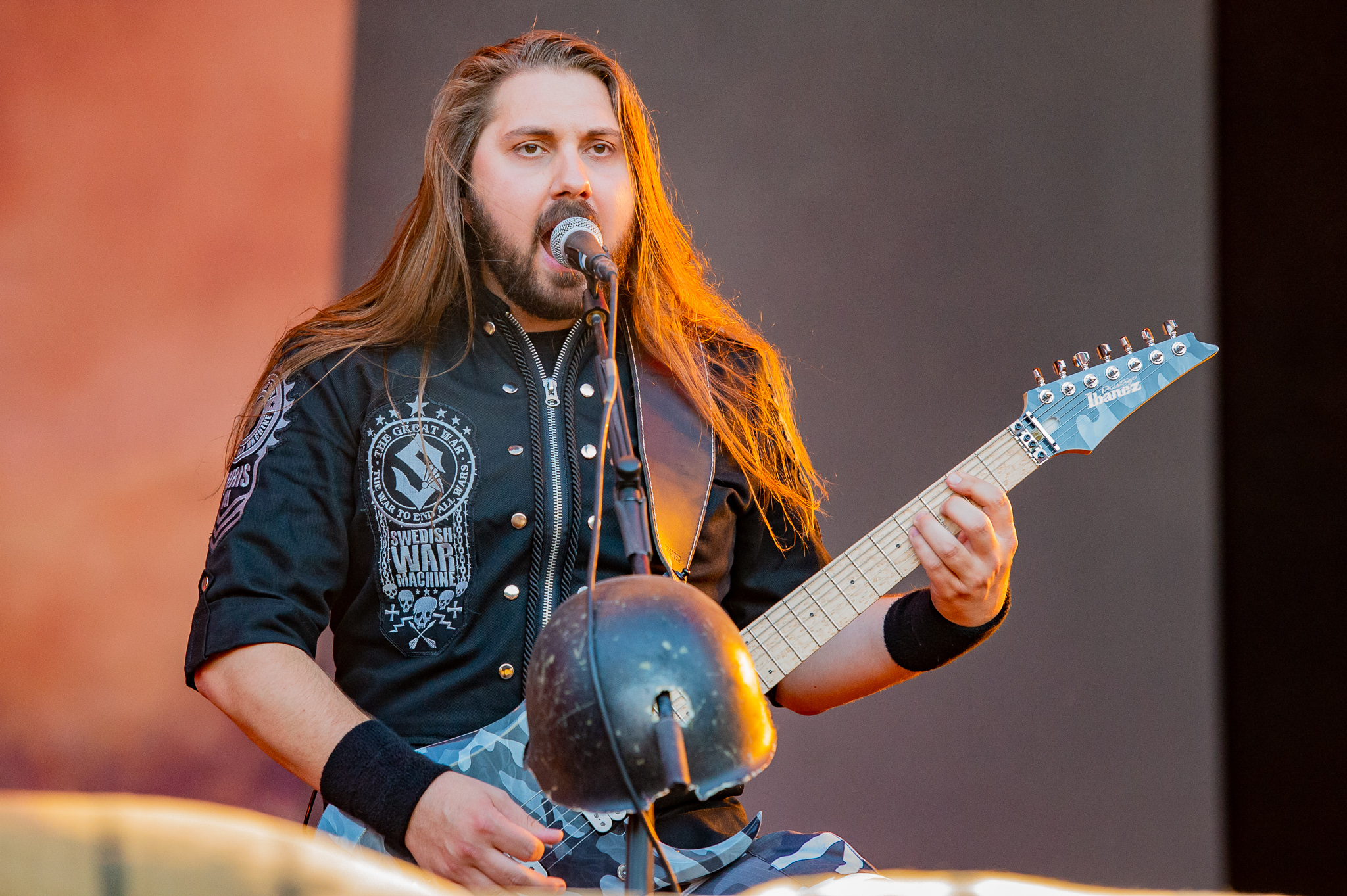
クリス・ローランド(G) 2019年
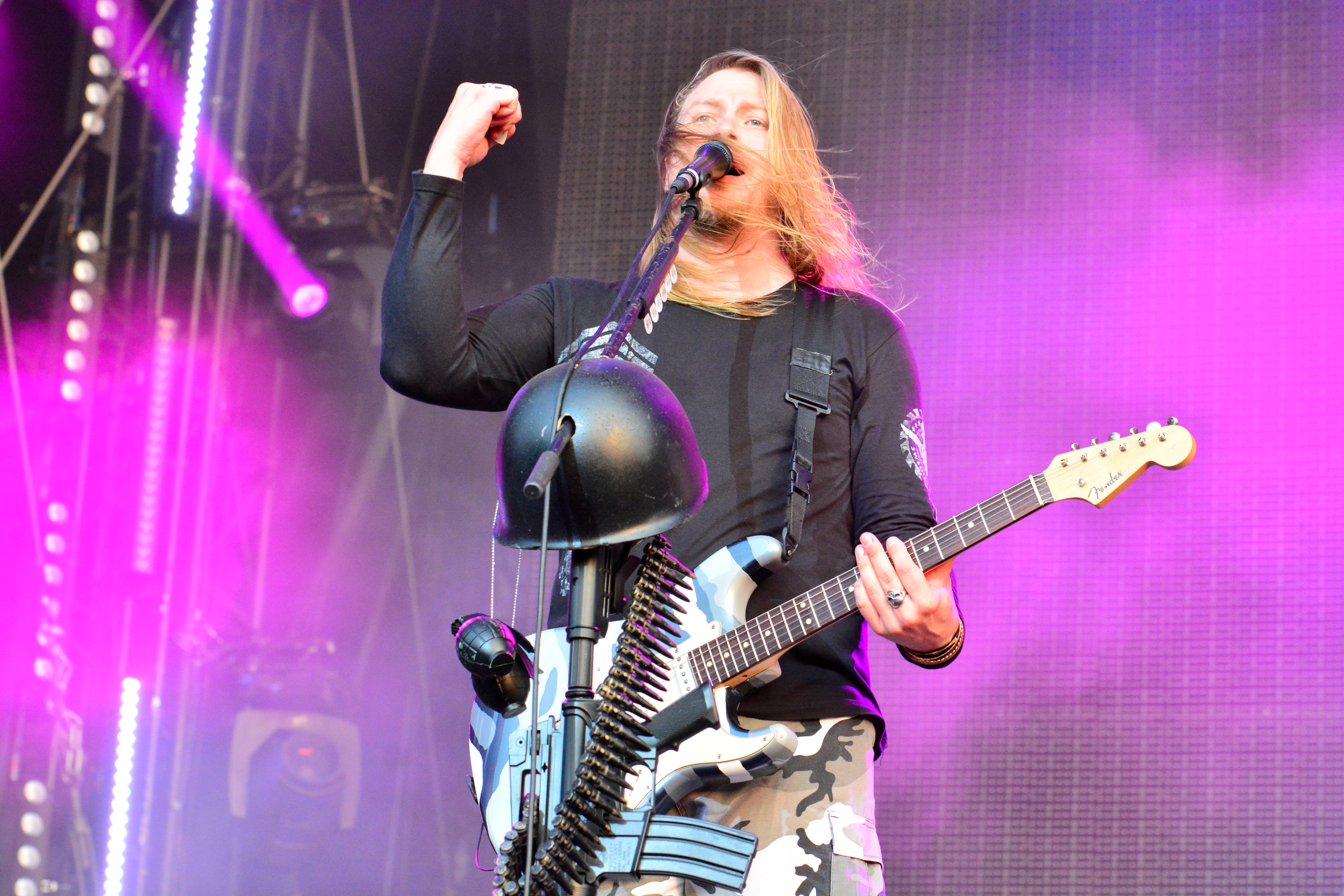
トッベ・エングルンド(G) 2015年
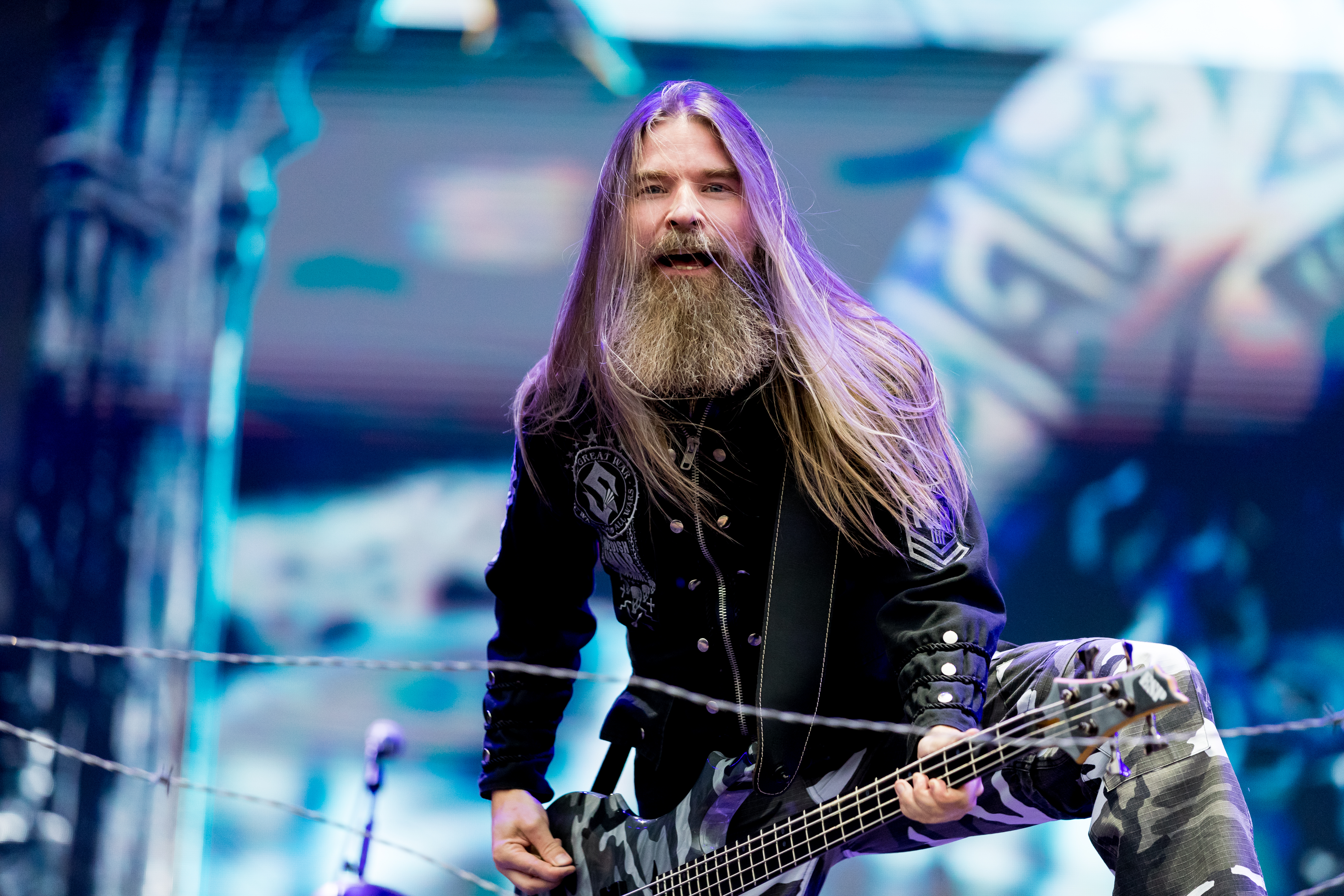
パル・スンドストローム(B) 2022年
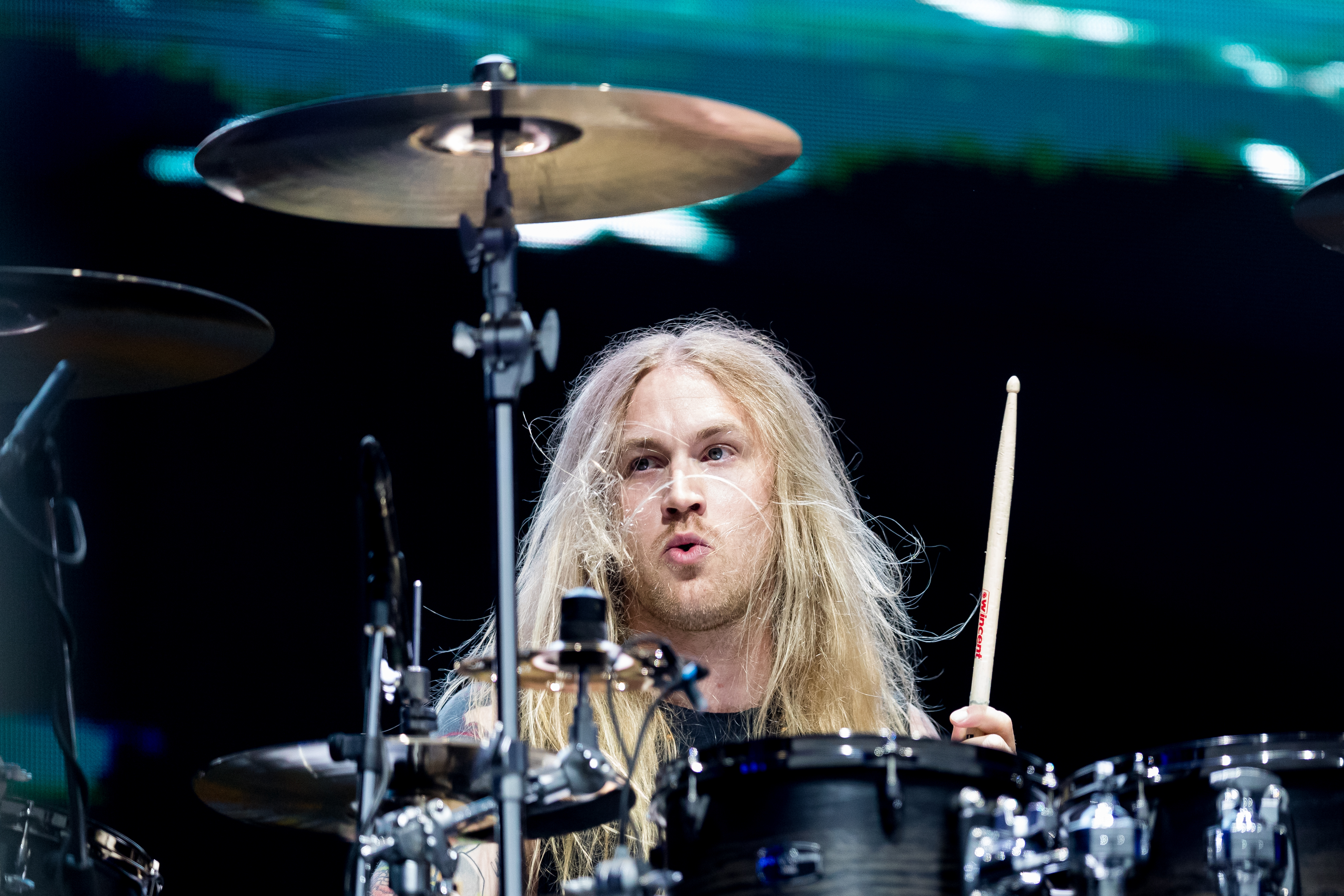
ハネス・ヴァン・ダール(Ds) 2022年

### 旧メンバー
- オスカル・モンテリウス (Oskar Montelius) - ギター (1999–2012)
- リカード・スンデーン (Rikard Sundén) - ギター (1999–2012)
- ダニエル・ミュール (Daniel Mÿhr) - キーボード (2005–2012)
- リッカルド・ラーション (Richard Larsson) - ドラムス (1999–2001)
- ダニエル・ムルバック (Daniel Mullback) - ドラムス (2001–2012)
- ロッバン・バック (Robban Bäck) - ドラムス (2011, 2012–2013)
- トミー・ヨハンソン (Tommy Johansson) - ギター (2016–2024)

## ディスコグラフィ

### アルバム

#### オリジナル・アルバム
- Primo Victoria (2005)
- Attero Dominatus (2006)
- Metalizer (2007)
- The Art of War (2008)
- Coat of Arms (2010)
- Carolus Rex (2012)
- Heroes (2014)
- The Last Stand (2016)
- The Great War (2019)
- The War to End All Wars (2022)

#### ライブ・アルバム
- World War Live: Battle of the Baltic Sea (2011)[21]
- Swedish Empire Live (2013)
- Heroes on Tour (2016)

#### コンピレーション
- Fist for Fight (2001 / 2002)
- Metalus Hammerus Rex (2012)

### 映像作品
- World War Live: Battle of the Baltic Sea (2011)
- Swedish Empire Live (2013)
- Heroes on Tour (2016)
- The Great Show (2021)[22]
- 20th Anniversary Show (2021)[22]

### ゲームミュージック
- オンラインゲーム『World of Tanks』(2017年6月、ウォーゲーミング)[23]

## サバトン・オープン・エア
サバトン・オープン・エア（Sabaton Open Air）は、バンドが主催する野外のロックフェス。2008年以降の毎年夏時期に、母国スウェーデンのファールンで開催。開始2年目までは、近隣のグループが少数参加した対バン形式に過ぎなかったが、2010年に2Days、2012年から3Daysと規模が拡大。ビッグネームの参加も増加し、同国最大級のロック・イベントに発展した。10年目を記念した2017年開催では前夜祭を含んだ4Daysと過去最大規模となり、以来定着している。2020年と2021年は、コロナ禍の影響で休演。
開催日/参加者
2022年
| 8月3日(水)                                                                                            | 8月4日(木) | 8月5日(金) | 8月6日(土)                                                                                                |
| --- | --- | --- | --- |
| - Twilight Force - クライオニック・テンプル - Methane - Eternal of Sweden - Introitus - Reaper's Mark | - Nanowar of Steel - エクリブリウム - ティアマット - デススターズ - Cyhra - ダーク・トランキュリティ - Tungsten | - ビヨンド・ザ・ブラック - Raubtier - ローディ - ハンマーフォール - Burning Witches - シャクラ - Van Canto - Mile - Curse Of Cain | - サバトン - フリーダム・コール - ミラス - アマランス - Roulette - LOUDNESS - Nestor - Sirenia - Metalite |